# Commanderie de Lavaudieu
Les vestiges de la commanderie de Lavaudieu sont situés à Saint-Hilaire-sur-Benaize, en France.

## Localisation
La commanderie est située sur la commune de Saint-Hilaire-sur-Benaize, dans le département de l'Indre, en région Centre-Val de Loire. 

## Description
Il reste actuellement un bâtiment de l'ancienne commanderie de Lavaudieu, le porche de l'église et une niche avec une petite statue de saint Jean en bois à l'origine (puis volée) qui traitait les enfants qui ont peur ou qui ont des maladies. Une belle porte gothique signale un bâtiment de l’ancien prieuré. 

## Historique
Lavaudieu est un ancien chef-lieu de commune réuni à Saint-Hilaire en 1819. Une commanderie des Hospitaliers de l'ordre de Saint-Jean de Jérusalem, annexe de celle de commanderie de Plaincourault et dépendant du Blizon était installée à Lavaudieu. Elle avait des propriétés à Charneuil (Bélâbre) et tous les chemins qui menaient de Lavaudieu à Charneuil étaient marqués d'une croix de Malte. Il y avait une chapelle et une maison d'habitation pour le commandeur,.